# Jump blues
Jump blues – gatunek bluesa rozwinięty w latach 30. XX wieku przez big bandy swingowe takie jak zespoły Counta Basiego, Caba Callowaya, Erskine’a Hawkinsa, Lionela Hamptona i Lucky’ego Millindera. Był gatunkiem buntowniczym podobnym do późniejszego rock and rolla. 
Jump bluesa charakakteryzował zgrzytliwy dźwięk saksofonu, „napędzający” rytm oraz krzykliwy wokal. W przeciwieństwie do innych gatunków bluesa styl ten zdegradował gitarę do sekcji rytmicznej. 
Gatunek ten stał się popularny w drugiej połowie lat 40. XX wieku. Całkowicie zdominował „czarną” muzykę popularną. 
Do najważniejszych muzyków jumpbluesowych należą:
- Jimmy Rushing
- Big Joe Turner
- Walter Brown
- Jackie Brenston
- Jimmy Liggins & His Drops of Joy
- Louis Jordan
- Louis Prima
- Wynonie Harris
- Jimmy Witherspoon
- Jimmy T99 Nelson
- Joe Liggins
- Smiley Lewis
- MoPac and The Blue Suburbans